# Vanilla imperialis
Vanilla imperialis,  es una especie de orquídea de hábito trepador y  de crecimiento rastrero que es originaria de África tropical.

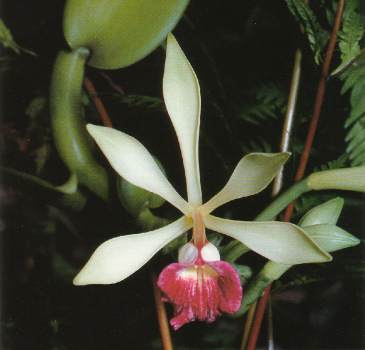
Detalle de la flor

## Descripción
Es una planta con clorofila con  la raíces al aire; semillas exteriores, sin alas, y las inflorescencias de flores con colores pálidos que nacen sucesivamente en  racimos laterales.
Es una orquídea de tamaño grande, herbácea y trepadora con hojas carnosas, anchamente elíptico-oblongas a ovadas, apiculadas a obtusas, de color verde azulado mate. Las inflorescencias se producen en las axilas, son sésiles, erectas,  no ramificados, de 15 cm de largo con las inflorescencias muy imbricadas,  con brácteas y con la apertura de las flores individuales de forma sucesiva y que duran de 1 a 2 días.

## Distribución y hábitat
Se encuentra en Ghana, Costa de Marfil, Sierra Leona, Congo, Guinea Ecuatorial, Gabón, Zaire, Tanzania, Uganda y Angola en alturas de alrededor de 900 a 1200 metros.

## Taxonomía
Vanilla imperialis fue descrita por Friedrich Wilhelm Ludwig Kraenzlin y publicado en Notizblatt des Botanischen Gartens und Museums zu Berlin-Dahlem 1: 155, t. 1, en el año 1896.
Sinonimia
- Vanilla grandifolia var. lujae (De Wild.) Geerinck
- Vanilla imperialis var. congolensis De Wild.
- Vanilla lujae De Wild.[5]